# 日本のインターチェンジ一覧 は行
| あ行 | か行 | さ行 | た行 | な行 | は行 | ま行 | や-わ行 |

日本のインターチェンジ一覧 は行（にっぽんのインターチェンジいちらん はぎょう）は、日本の道路のインターチェンジ（IC）・ジャンクション（JCT）・都市高速道路などの出入口（ランプ）・本線料金所のうち、は行の文字で始まるものの一覧である。
読みを付け、同名・同表記のIC・JCTには道路名も付けた。

## は行

### は
- 南風原北インターチェンジ（はえばるきた）
- 南風原南インターチェンジ（はえばるみなみ）
- 博多駅東出入口（はかたえきひがし）
- 伯方島インターチェンジ（はかたじま）
- 波川インターチェンジ（はかわ）
- 杷木インターチェンジ（はき）
- 萩インターチェンジ（はぎ）
- 萩・石見空港インターチェンジ（はぎ・いわみくうこう）
- 萩野出入口（はぎの）
- 白山インターチェンジ（はくさん）
- 箱崎ジャンクション（はこざき）
- 箱崎ロータリー（はこざき）
- 箱崎出入口 (東京都)（はこざき：首都高速道路）
- 箱崎出入口 (福岡県)（はこざき：福岡高速道路）
- 函館インターチェンジ（はこだて）
- 函館空港インターチェンジ（はこだてくうこう）
- 箱根料金所（はこね）
- 箱根口インターチェンジ（はこねぐち）
- 箱根峠インターチェンジ（はこねとうげ）
- 間インターチェンジ（はざま）
- 波佐見有田インターチェンジ（はさみありた）
- 羽沢インターチェンジ（はざわ）
- 波志江スマートインターチェンジ（はしえスマート）
- 階上インターチェンジ（はしかみ）
- 橋本インターチェンジ（はしもと）
- 橋本東インターチェンジ（はしもとひがし）
- 蓮田スマートインターチェンジ（はすだスマート）
- 蓮野インターチェンジ（はすの）
- 波田インターチェンジ（はた）
- 波田ジャンクション（はた）
- 幡ヶ谷出入口（はたがや）
- 秦野丹沢スマートインターチェンジ（はだのたんざわスマート）
- 秦野中井インターチェンジ（はだのなかい）
- 八王子インターチェンジ（はちおうじ）
- 八王子本線料金所（はちおうじ）
- 八王子ジャンクション（はちおうじ）
- 八王子西インターチェンジ（はちおうじにし）
- 八戸ジャンクション（はちのへ）
- 八戸北インターチェンジ（はちのへきた）
- 八戸是川インターチェンジ（はちのへこれかわ）
- 八戸ジャンクション料金所（はちのへジャンクション）
- 八戸西スマートインターチェンジ（はちのへにしスマート）
- 八戸南インターチェンジ（はちのへみなみ）
- 八竜インターチェンジ（はちりゅう）
- 廿日市インターチェンジ（はつかいち）
- 廿日市ジャンクション（はつかいち）
- 治田インターチェンジ（はった）
- 初台出入口（はつだい）
- 初台南出入口（はつだいみなみ）
- 羽鳥インターチェンジ（はとり）
- 花園インターチェンジ（はなぞの）
- 花田インターチェンジ（はなだ）
- 花田本線料金所（はなだ）
- 花之木出入口（はなのき）
- 英インターチェンジ（はなぶさ）
- 花巻インターチェンジ（はなまき）
- 花巻ジャンクション（はなまき）
- 花巻空港インターチェンジ（はなまきくうこう）
- 花巻空港本線料金所（はなまきくうこう）
- 花巻PAスマートインターチェンジ（はなまきパーキングエリアスマート）
- 花巻南インターチェンジ（はなまきみなみ）
- 花輪インターチェンジ（はなわ）
- 羽生インターチェンジ（はにゅう）
- 羽石ランプ（はねいし）
- 羽田出入口（はねだ）
- 馬場出入口（ばば）
- 馬場山出入口（ばばやま）
- 羽原ランプ（はばら）
- 羽曳野インターチェンジ（はびきの）
- 羽曳野東インターチェンジ（はびきのひがし）
- 埴生インターチェンジ（はぶ）
- 浜川崎出入口（はまかわさき）
- 浜崎橋ジャンクション（はまざきばし）
- 浜田インターチェンジ（はまだ）
- 浜田ジャンクション（はまだ）
- 浜田料金所（はまだ）
- 浜田港インターチェンジ（はまだこう）
- 浜田東インターチェンジ（はまだひがし）
- 浜玉インターチェンジ（はまたま）
- 浜町出入口（はまちょう）
- 浜津橋分岐（はまつばし）
- 浜寺出入口（はまでら）
- 浜松インターチェンジ（はままつ）
- 浜松いなさインターチェンジ（はままついなさ）
- 浜松いなさジャンクション（はままついなさ）
- 浜松いなさ北インターチェンジ（はままついなさきた）
- 浜松SAスマートインターチェンジ（はままつさーびすえりあスマート）
- 浜松西インターチェンジ（はままつにし）
- 浜松浜北インターチェンジ（はままつはまきた）
- 浜村鹿野温泉インターチェンジ（はまむらしかのおんせん）
- 早川インターチェンジ（はやかわ）
- 早川ジャンクション（はやかわ）
- 早島インターチェンジ（はやしま）
- 隼人西インターチェンジ（はやとにし）
- 隼人東インターチェンジ（はやとひがし）
- 速見インターチェンジ（はやみ）
- 原井インターチェンジ（はらい）
- 原木インターチェンジ（ばらき）
- 原条インターチェンジ（はらじょう）
- 針インターチェンジ（はり）
- 針尾インターチェンジ（はりお）
- 針尾本線料金所（はりお）
- 播磨ジャンクション（はりま）
- 播磨新宮インターチェンジ（はりましんぐう）
- 春岡出入口（はるおか）
- 原田インターチェンジ（はるだ）
- 春日出入口 (愛知県)（はるひ）
- 晴海出入口（はるみ）
- はわいインターチェンジ（はわい）
- 半田インターチェンジ（はんだ）
- 磐梯熱海インターチェンジ（ばんだいあたみ）
- 磐梯河東インターチェンジ（ばんだいかわひがし）
- 半田中央インターチェンジ（はんだちゅうおう）
- 半田中央ジャンクション（はんだちゅうおう）
- 坂東インターチェンジ（ばんどう）
- 阪東橋出入口（ばんどうばし）
- 阪南インターチェンジ（はんなん）
- 半道橋出入口（はんみちばし）

### ひ
- 日明出入口（ひあがり）
- 冷川インターチェンジ（ひえかわ）
- 東池袋出入口（ひがしいけぶくろ）
- 東出雲インターチェンジ（ひがしいずも）
- 東浦インターチェンジ（ひがしうら）
- 東浦知多インターチェンジ（ひがしうらちた）
- 東扇島出入口（ひがしおおぎしま）
- 東大阪ジャンクション（ひがしおおさか）
- 東大阪荒本出入口（ひがしおおさかあらもと）
- 東大阪北インターチェンジ（ひがしおおさかきた）
- 東大阪南インターチェンジ（ひがしおおさかみなみ）
- 東片端入口（ひがしかたはし）
- 東片端ジャンクション（ひがしかたはし）
- 東神奈川出入口（ひがしかながわ）
- 東銀座出口（ひがしぎんざ）
- 東港インターチェンジ（ひがしこう）
- 東須恵インターチェンジ（ひがしすえ）
- 東脊振インターチェンジ（ひがしせふり）
- 東船場ジャンクション（ひがしせんば）
- 東そのぎインターチェンジ（ひがしそのぎ）
- 東田出入口（ひがしだ）
- 東長江インターチェンジ（ひがしながえ）
- 東根インターチェンジ（ひがしね）
- 東根北インターチェンジ（ひがしねきた）
- 東浜インターチェンジ（ひがしはま）
- 東浜出入口（ひがしはま）
- 東港ジャンクション（ひがしみなと）
- 東原インターチェンジ（ひがしばる）
- 東別院入口（ひがしべついん）
- 東別院出口（ひがしべついん）
- 東松山インターチェンジ（ひがしまつやま）
- 東室ランプ（ひがしむろ）
- 東領家出口（ひがしりょうけ）
- 氷上インターチェンジ（ひかみ）
- 斐川インターチェンジ（ひかわ）
- 斐川本線料金所（ひかわ）
- 日置川インターチェンジ（ひきがわ）
- 引山インターチェンジ（ひきやま）
- 引田インターチェンジ（ひけた）
- 彦根インターチェンジ（ひこね）
- 久居インターチェンジ（ひさい）
- 尾西インターチェンジ（びさい）
- 日出インターチェンジ（ひじ）
- 日出ジャンクション（ひじ）
- 美女木ジャンクション（びじょぎ）
- 備前インターチェンジ (山陽自動車道)（びぜん）
- 備前インターチェンジ (岡山ブルーライン)（びぜん）
- 日田インターチェンジ（ひた）
- 日高厚賀インターチェンジ（ひだかあつが）
- 日高神鍋高原インターチェンジ（ひだかかんなべこうげん）
- 日高富川インターチェンジ（ひだかとみかわ）
- 日高門別インターチェンジ（ひだかもんべつ）
- 飛騨清見インターチェンジ（ひだきよみ）
- 飛騨清見ジャンクション（ひだきよみ）
- ひたち海浜公園インターチェンジ（ひたちかいひんこうえん）
- 日立北インターチェンジ（ひたちきた）
- 日立中央インターチェンジ（ひたちちゅうおう）
- ひたちなかインターチェンジ（ひたちなか）
- 常陸那珂港インターチェンジ（ひたちなかこう）
- 日立南太田インターチェンジ（ひたちみなみおおた）
- 櫃石島インターチェンジ（ひついしじま）
- 比布ジャンクション（ぴっぷ）
- 比布北インターチェンジ（ぴっぷきた）
- 一日市インターチェンジ（ひといち：新新バイパス）
- 一ツ橋出入口（ひとつばし）
- 人吉インターチェンジ（ひとよし）
- 人吉球磨スマートインターチェンジ（ひとよしくまスマート）
- 日奈久インターチェンジ（ひなぐ）
- 日奈久本線料金所（ひなぐ）
- 日野インターチェンジ（ひの）
- 日野川東インターチェンジ（ひのがわひがし）
- 日之影深角インターチェンジ（ひのかげふかすみ）
- 日の出インターチェンジ（ひので）
- 美唄インターチェンジ（びばい）
- 美深インターチェンジ（びふか）
- 美深北インターチェンジ（びふかきた）
- 美幌インターチェンジ（びほろ）
- 美幌高野インターチェンジ（びほろたかの）
- 氷見インターチェンジ（ひみ）
- 氷見北インターチェンジ（ひみきた）
- 姫路ジャンクション（ひめじ）
- 姫路西ランプ（ひめじにし）
- 姫路東ランプ（ひめじひがし）
- 姫島出入口（ひめじま）
- 姫路南ランプ（ひめじみなみ）
- 日向インターチェンジ（ひゅうが）
- ひょうご東条インターチェンジ（ひょうごとうじょう）
- 日吉インターチェンジ（ひよし）
- 平岡インターチェンジ（ひらおか）
- 平井大橋出入口（ひらいおおはし）
- 平泉スマートインターチェンジ（ひらいずみスマート）
- 平泉前沢インターチェンジ（ひらいずみまえさわ）
- 枚方学研インターチェンジ（ひらかたがっけん）
- 枚方東インターチェンジ（ひらかたひがし）
- 平田インターチェンジ (福島県)（ひらた：あぶくま高原道路）
- 平田インターチェンジ (愛知県)（ひらた：東名阪自動車道）
- 平田インターチェンジ (高知県)（ひらた：中村宿毛道路）
- 平田西インターチェンジ（ひらたにし）
- 平塚インターチェンジ (神奈川県)（ひらつか：小田原厚木道路）
- 平塚インターチェンジ (宮崎県)（ひらつか：都城志布志道路）
- 平塚インターチェンジ (新湘南バイパス)(ひらつか：新湘南バイパス)
- 平塚本線料金所（ひらつか）
- 平野出入口（ひらの）
- 平原インターチェンジ（ひらはら）
- 平湯インターチェンジ（ひらゆ）
- ひるがの高原スマートインターチェンジ（ひるがのこうげんスマート）
- 蛭口仮出入口（ひるぐち）
- 蒜山インターチェンジ（ひるぜん）
- 広川インターチェンジ (和歌山県)（ひろがわ：阪和自動車道）
- 広川インターチェンジ (福岡県)（ひろかわ：九州自動車道）
- 広川南インターチェンジ（ひろがわみなみ：湯浅御坊道路）
- 広島インターチェンジ（ひろしま）
- 広島ジャンクション（ひろしま）
- 広島駅北口出入口（ひろしまえききたぐち）
- 広島北インターチェンジ（ひろしまきた）
- 広島北ジャンクション（ひろしまきた）
- 広島西風新都インターチェンジ（ひろしませいふうしんと）
- 広島東インターチェンジ（ひろしまひがし）
- 広野インターチェンジ（ひろの）
- 洋野有家インターチェンジ（ひろのうげ）
- 洋野宿戸インターチェンジ（ひろのしゅくのへ）
- 洋野種市インターチェンジ（ひろのたねいち）
- 広見インターチェンジ（ひろみ）
- 日和佐出入口（ひわさ）

### ふ
- 深江出入口（ふかえ）
- 深江浜出入口（ふかえはま）
- 深川インターチェンジ（ふかがわ）
- 深川ジャンクション（ふかがわ）
- 深川西インターチェンジ（ふかがわにし）
- 深川西本線料金所（ふかがわにし）
- 吹上西出入口（ふきあげにし）
- 吹上東出入口（ふきあげひがし）
- 福井インターチェンジ（ふくい）
- 福井北インターチェンジ（ふくいきた）
- 福浦インターチェンジ（ふくうら）
- 福岡インターチェンジ (福岡県)（ふくおか：九州自動車道）
- 福岡インターチェンジ (富山県)（ふくおか：能越自動車道）
- 福岡西料金所（ふくおかにし）
- 福崎インターチェンジ（ふくさき）
- 福崎北ランプ（ふくさききた）
- 福崎北料金所（ふくさききた）
- 福崎南ランプ（ふくさきみなみ）
- 福崎南料金所（ふくさきみなみ）
- 福重出入口（ふくしげ）
- 福重出口（ふくしげ）
- 福重ジャンクション（ふくしげ）
- 福島ジャンクション（ふくしま）
- 福島ジャンクション料金所（ふくしまジャンクション）
- 福島出入口（ふくしま）
- 福島飯坂インターチェンジ（ふくしまいいざか）
- 福島大笹生インターチェンジ（ふくしまおおざそう）
- 福島空港インターチェンジ（ふくしまくうこう）
- 福島西インターチェンジ（ふくしまにし）
- 福住インターチェンジ（ふくすみ：名阪国道）
- 福住出入口（ふくずみ：首都高速道路）
- 福田出入口（ふくだ：広島高速道路1号線）
- 福田ランプ（ふくだ：太子竜野バイパス）
- 福地インターチェンジ（ふくち）
- 福知山インターチェンジ（ふくちやま）
- 福富インターチェンジ（ふくとみ）
- 福富北インターチェンジ（ふくとみきた）
- 福部インターチェンジ（ふくべ）
- 福光インターチェンジ（ふくみつ）
- 福山SAスマートインターチェンジ（ふくやまさーびすえりあスマート）
- 福山西インターチェンジ（ふくやまにし）
- 福山東インターチェンジ（ふくやまひがし）
- 袋インターチェンジ（ふくろ）
- 袋井インターチェンジ（ふくろい）
- 富士インターチェンジ（ふじ）
- 藤井寺インターチェンジ（ふじいでら）
- 藤枝岡部インターチェンジ（ふじえだおかべ）
- 藤岡インターチェンジ（ふじおか）
- 藤岡ジャンクション（ふじおか）
- 富士川スマートインターチェンジ（ふじかわスマート）
- 伏古インターチェンジ（ふしこ）
- 藤沢インターチェンジ（ふじさわ）
- 藤塚インターチェンジ（ふじつか）
- 藤前流通団地インターチェンジ（ふじまえりゅうつうだんち）
- 藤曲インターチェンジ（ふじまがり）
- 伏見インターチェンジ（ふしみ）
- 富士吉田インターチェンジ（ふじよしだ）
- 富士吉田忍野スマートインターチェンジ（ふじよしだおしのスマート）
- 富士吉田西桂スマートインターチェンジ（ふじよしだにしかつらスマート）
- 藤原ジャンクション（ふじわら）
- 布施畑インターチェンジ（ふせはた）
- 布施畑ジャンクション（ふせはた）
- 布施畑西出入口（ふせはたにし）
- 布施畑東出入口（ふせはたひがし）
- 豊前インターチェンジ（ぶぜん）
- 普代インターチェンジ（ふだい）
- 二ツ井白神インターチェンジ（ふたついしらかみ）
- 双葉ジャンクション（ふたば）
- 二見料金所（ふたみ）
- 二見ジャンクション（ふたみ）
- 府中出入口（ふちゅう）
- 府中湖スマートインターチェンジ（ふちゅうこスマート）
- 府中スマートインターチェンジ（ふちゅうスマート）
- 二日市インターチェンジ（ふつかいち）
- 富津金谷インターチェンジ（ふっつかなや）
- 富津竹岡インターチェンジ（ふっつたけおか）
- 富津中央インターチェンジ（ふっつちゅうおう）
- 船穂ジャンクション（ふなお）
- 舟形インターチェンジ（ふながた）
- 船津ランプ（ふなつ）
- 船橋インターチェンジ（ふなばし）
- 船橋本線料金所（ふなばし）
- 舟橋ジャンクション（ふなばし）
- 船堀橋出入口（ふなぼりばし）
- 船見出入口（ふなみ）
- 船引三春インターチェンジ（ふねひきみはる）
- 文の里出入口（ふみのさと）
- 古川インターチェンジ（ふるかわ）
- 古島インターチェンジ（ふるじま）
- 古田台出入口（ふるただい）

### へ
- 平和インターチェンジ（へいわ）
- 平和島出入口（へいわじま）
- 平和島本線料金所（へいわじま）
- 別所インターチェンジ（べっしょ）
- 別所ランプ（べっしょ）
- 別府インターチェンジ（べっぷ）
- 別府湾スマートインターチェンジ（べっぷわんスマート）
- 弁天インターチェンジ（べんてん）
- 弁天町出入口（べんてんちょう）

### ほ
- 法円坂出入口（ほうえんざか）
- 北条インターチェンジ（ほうじょう）
- 防府西インターチェンジ（ほうふにし）
- 防府東インターチェンジ（ほうふひがし）
- 宝来ランプ（ほうらい：第二阪奈道路）
- 鳳来峡インターチェンジ（ほうらいきょう）
- 法隆寺インターチェンジ（ほうりゅうじ）
- 北栄インターチェンジ（ほくえい）
- 北栄南インターチェンジ（ほくえいみなみ）
- 北淡インターチェンジ（ほくだん）
- 北斗追分インターチェンジ（ほくとおいわけ）
- 北斗中央インターチェンジ（ほくとちゅうおう）
- 北斗富川インターチェンジ（ほくととみがわ）
- 北斗茂辺地インターチェンジ（ほくともへじ）
- 北房インターチェンジ（ほくぼう）
- 北房ジャンクション（ほくぼう）
- 北竜ひまわりインターチェンジ（ほくりゅうひまわり）
- 母恋出入口（ぼこい）
- 鉾田インターチェンジ（ほこた）
- 星川インターチェンジ（ほしかわ）
- 星崎入口（ほしざき）
- 星崎本線料金所（ほしざき）
- 細山田インターチェンジ（ほそやまだ）
- 蛍池ジャンクション（ほたるがいけ）
- 北港ジャンクション（ほっこう）
- 保土ヶ谷インターチェンジ（ほどがや：第三京浜道路）
- 保土ヶ谷有料道路起点（ほどがや：横浜新道）
- 保土ヶ谷料金所（ほどがや：第三京浜道路）
- 程野インターチェンジ（ほどの）
- 保内インターチェンジ（ほない）
- 穂波西インターチェンジ（ほなみにし）
- 穂波東インターチェンジ（ほなみひがし）
- 堀切ジャンクション（ほりきり）
- 堀口能見台インターチェンジ（ほりぐちのうけんだい：横浜横須賀道路）
- 堀田出入口（ほりた）
- 堀之内インターチェンジ（ほりのうち：関越自動車道）
- 堀の内出入口（ほりのうち：名古屋高速道路）
- 本郷インターチェンジ (愛知県)（ほんごう：名古屋第二環状自動車道 支線）
- 本郷インターチェンジ (広島県)（ほんごう：山陽自動車道）
- 本荘インターチェンジ（ほんじょう）
- 本庄児玉インターチェンジ（ほんじょうこだま）
- 本町出入口（ほんちょう）
- 本田入口（ほんでん）
- 本別インターチェンジ（ほんべつ）
- 本別ジャンクション（ほんべつ）
- 本町出口（ほんまち）
- 本村インターチェンジ（ほんむら）
- 本牧ジャンクション（ほんもく）
- 本牧ふ頭出入口（ほんもくふとう）
- 本耶馬渓インターチェンジ（ほんやばけい）